# Kröning
Kröning è un comune tedesco di 1 909 abitanti, situato nel land della Baviera.